# フランツ・ヨーゼフ・フォン・トゥルン・ウント・タクシス
フランツ・ヨーゼフ・プリンツ・フォン・トゥルン・ウント・タクシス（独:Franz Joseph Prinz von Thurn und Taxis, 1893年12月21日 - 1971年7月13日）は、ドイツ・バイエルン王国の貴族、実業家。トゥルン・ウント・タクシス侯爵家家長（1952年 - 1971年）。全名はフランツ・ヨーゼフ・マクシミリアン・マリア・アントニウス・イグナティウス・ラモラル（Franz Joseph Maximilian Maria Antonius Ignatius Lamoral Prinz von Thurn und Taxis）。

## 生涯
トゥルン・ウント・タクシス侯アルベルトとその妻でオーストリア大公ヨーゼフ・カールの娘のマルガレーテ・クレメンティーネの間の長男として生まれた。洗礼式にはオーストリア皇帝フランツ・ヨーゼフ1世が出席した。
家庭教師に教育を受け、後にストラスブール大学とライプニッツ大学で学んだ。第一次世界大戦が始まると学業を中断し、プロイセンのエリート部隊にあたる近衛部隊に入隊する。戦時中、中尉にまで昇進し、戦争が終わるとレーゲンスブルクに帰った。オーバープファルツのノイエゴルフスハイムの城館に居を構え、トゥルン・ウント・タクシス家の財産を管理運営した。また狩猟、歴史、芸術などの趣味を追及する生活を送った。後年に居城にある私的な図書館をトゥルン・ウント・タクシス侯宮廷図書館としてバイエルン州に遺贈している。
1939年、ナチス・ドイツ政府の下でポーランド侵攻に従軍する。翌1940年にはフランス侵攻にも従軍している。フランス駐屯軍の一員として2年半を過ごしたが、1944年にアドルフ・ヒトラーが出した「ドイツ国防軍に所属する貴族の無能」を弾劾する布告を受け入れたヴィルヘルム・カイテル元帥の命令で除隊処分となった。一人息子で跡継ぎのガブリエルは、1942年12月17日のスターリングラードの戦いで戦死した。
第二次大戦後、家産を経営するかたわら、レーゲンスブルクの歴史的景観とトゥルン・ウント・タクシス家の本拠にあたるエメラム宮殿（聖エメラム修道院）の保護活動に取り組むようになった。1963年、レーゲンスブルク市の「経済的、社会的、文化的な諸問題に対する大いなる貢献」によりレーゲンスブルク名誉市民となる。1971年に亡くなり、エメラム修道院内の墓所に葬られた。レーゲンスブルクには彼の名前にちなんだ「フランツ・ヨーゼフ侯世子通り（Erbprinz-Franz-Joseph-Straße）」がある。

## 子女
1920年11月23日、ポルトガル王位請求者ミゲルの娘イサベル・マリアと結婚。翌年、弟のカール・アウグストと、イサベル・マリアの妹マリア・アンナが結婚している。フランツ・ヨーゼフ夫妻は1男4女の5人の子女をもうけた。
- ガブリエル・アルベルト・マリア・ミヒャエル・フランツ・ヨーゼフ・ガルス・ラモラル（1922年 - 1942年）
- ミヒャエル（1922年、ガブリエルの双子の弟、夭折）
- ヘレーネ・マリア・マクシミリアーナ・エマヌエラ・ミヒャエラ・ガブリエラ・ラファエラ（1924年 - 1991年） - 1947年、シェーンボルン＝ヴィーゼンタイト伯爵ルドルフ・エルヴァインと結婚（1967年離婚）
- マリア・テレジア・ミヒャエラ・ラファエラ・ガブリエラ・カロリーナ・ルドヴィカ（1925年 - 1997年） - 1955年、オッペルスドルフ伯爵フランツ・エドゥアルトと結婚
- マリア・フェルディナンデ・オイドクシア・ミヒャエラ・ガブリエラ・ラファエラ（1927年 - 2018年）1950年にホーエンツォレルン＝ジグマリンゲン侯子フランツ・ヨーゼフ（ホーエンツォレルン＝ジグマリンゲン侯フリードリヒの次男）と結婚（1951年離婚）

| 先代 アルベルト | トゥルン・ウント・タクシス家家長 1952年 - 1971年 | 次代 カール・アウグスト |